# جون روبرتسون (لاعب كرة قدم مواليد 1989)
جون روبرتسون (بالإنجليزية: Jon Robertson)‏ هو لاعب كرة قدم بريطاني في مركز الوسط، ولد في 25 أبريل 1989 في إدنبرة في المملكة المتحدة. لعب مع نادي سانت ميرين ونادي ستنهاوسموير ونادي كاودينبيث.

## وصلات خارجية
- جون روبرتسون (لاعب كرة قدم مواليد 1989) على موقع قاعدة بيانات كرة القدم.إي يو (الإنجليزية)
- جون روبرتسون (لاعب كرة قدم مواليد 1989) على موقع Soccerbase.com (لاعب) (الإنجليزية)
- جون روبرتسون (لاعب كرة قدم مواليد 1989) على موقع Soccerway.com (الإنجليزية)